# Lady D'Arbanville
Lady D'Arbanville è un singolo di Cat Stevens, pubblicato in 7" nel 1970.

## Il singolo
Lady D'Arbanville è stata scritta da Cat Stevens ed è contenuta nell'album Mona Bone Jakon. Il brano è dedicato all'attrice e modella Patti D'Arbanville, con la quale il cantante ebbe una relazione sentimentale tra il 1968 e il 1970.
Il singolo, pubblicato su etichetta Island Records e prodotto da Paul Samwell-Smith, raggiunse il secondo posto delle classifiche nei Paesi Bassi  e il quarto in Belgio. Del singolo uscirono varie versioni; sempre nel 1970 uscì anche l'EP intitolato Lady D'Arbanville.
Cat Stevens ripubblicò in seguito il singolo anche tra il 1980 (su etichetta Island Records) e il 1981 (su etichetta Ariola Records).
Il brano è diventato uno dei più popolari dell'artista britannico ed è stato oggetto di adattamenti in varie lingue (in francese, in italiano, in spagnolo con il titolo Señora la dueña, in tedesco con il titolo Mädchen aus Arbanville e con il titolo Maria Isabel) e di varie cover (alcune delle quali uscite già nel 1970).

## Testo
(incipit del brano)
Il protagonista della canzone osserva la sua amata immobile nel letto, probabilmente morta (in realtà Patty D'Arbanville, a cui è dedicata la canzone, è viva e vegeta). Lui le sussurra che l'indomani la sveglierà da questo sonno profondo, ma alla fine della canzone le grida che se anche lei è nella tomba, lui l'amerà sempre, che «questa rosa non morirà mai».

## Tracce

### 7" Island Records 1970, versione 1
1. Lady D'Arbanville – 3:38
2. Time - Fill My Eyes – 4:20

### 7" Island Records 1970, versione 2
1. Lady D'Arbanville – 3:40
2. I Wish, I Wish – 3:45

### 7" Island Records 1970, versione 3
1. Lady D'Arbanville – 3:38
2. Katmandu – 3:19

### 7" Island Records, 1980
1. Lady D'Arbanville – 3:38
2. Moon Shadow – 3:19

### 7" Ariola Records, 1981
1. Lady D'Arbanville
2. Can't Keep It

## Classifiche (1970)
| Classifica  | Posizione massima | Nr. di settimane |
| ----------- | ----------------- | ---------------- |
| Belgio      | 4                 | 10               |
| Germania    | 23                | 3                |
| Paesi Bassi | 2                 | 9                |
| Regno Unito | 8                 |                  |

## Cover
Tra gli artisti che hanno inciso una cover del brano, figurano (in ordine alfabetico):
- Adam & Eve (con il titolo Maria Isabel[2])
- The Alan Caddy Orchestra and Singers (1970)
- And Also the Trees (1989)
- Richard Anthony (versione in spagnolo intitolata Señora la dueña[2])
- Caravelli (1970)
- Gigliola Cinquetti (1970)
- Dalida (1970; versione in italiano[2])
- Elton John (1994; nell'album Chartbusters Go Pop! 20 Legendary Covers from 1969/70 as Sung by Elton John)
- Frank Farian (1973; versione in tedesco intitolata  Mädchen aus Arbanville[4])
- Gregorian (2001)
- Peter Hofmann (1987)
- Franz Lambert (1971)
- Raymond Lefèvre e la sua orchestra (1971)
- Jimmy Nail (2001)
- Franck Pourcel e la sua orchestra (1970)
- Top of the Pops (luglio 1970)

### La cover di Gigliola Cinquetti
Gigliola Cinquetti pubblicò un cover del brano nel 1970, uscita in 45 giri prodotto dalla CGD(Autori del testo in italiano furono Daniele Pace e Gianni Argenio)..

#### Tracce
1. Lady d'Arbanville
2. Il condor

### La cover di Dalida
Dalida pubblicò una cover del brano in francese (con testo scritto da Richard Anthony), che uscì in 45 giri nel 1970 su etichetta Productions International Shows.
Dalida incise sempre nel 1970 anche una versione italiana (con testo di Daniele Pace e Gianni Argenio, lo stesso di quello della Cinquetti, ma più breve, che uscì come lato B del 45 giri Non è più la mia canzone.

#### Tracce
Lato A
1. Lady D'Arbanville – 2:55 (testo: Richard Anthony – musica: Cat Stevens)
2. Entre les lignes, entre les mots – 3:45 (Maurice Vidalin - Mikīs Theodōrakīs)

Lato B
1. Pour qui, pour quoi – 3:37 (Catherine Desage - Francis Lai)
2. Si c'était à refaire – 3:15 (Michel Jourdan - Nicola Di Bari)